# Friendswood (Teksas)
Friendswood – miasto w Stanach Zjednoczonych, w stanie Teksas, w hrabstwie Galveston.

## Demografia
Według przeprowadzonego przez United States Census Bureau spisu powszechnego w 2010 miasto liczyło 35 805 mieszkańców, co oznacza wzrost o 23,3% w porównaniu do roku 2000. Natomiast skład etniczny w mieście wyglądał następująco: Biali 86,6%, Afroamerykanie 3,4%, Azjaci 4,8%, pozostali 5,2%.